# شهرستان ژنپینگ (شاآنشی)
شهرستان ژنپینگ (به انگلیسی: Zhenping County) یک شهرستان در چین است که در آنکانگ واقع شده‌است. شهرستان ژنپینگ ۱٬۵۰۳ کیلومتر مربع مساحت و ۵۰٬۹۶۶ نفر جمعیت دارد.